# Каньон Белого Дрина
Каньон Белого Дрина или ущелье Белого Дрина (алб. Gryka e Drinit të Bardhë; серб. Кањон Белог Дрима) — небольшой каньон, расположенный на юго-западе частично признанной Республики Косово. В каньоне протекает река Белый Дрин. Каньон является относительно коротким, всего около 900 м и имеет глубину 45 м. У входа в каньон находится старый Шваньский мост времён Османской империи, который привлекает ныряльщиков со всех уголков Балкан. Каньон реки Белый Дрин в силу его гидрологического и геоморфологического значения, в 1986 году был взят под государственную охрану в качестве памятника природы.

## География
Каньон Белого Дрина расположен рядом с Шваньским мостом возле села Зрзе (муниципальное образование Ораховац) у дороги Джяковица — Призрен. Каньон был сформирован в неогеновый период. Его формирование было обусловлено многими тектоническими процессами. Ущелье имеет характерные для каньонов особенности и содержит много карбонатных образований. Через каньон проложен Мост Фшайт.

## Туризм
В течение длительных геоморфологических процессов Белый Дрин сформировал каньон между двумя известняковыми скалами, который ныне является очень привлекательным для исследователей и туристов. Расположенный рядом с главной дорогой, которая соединяет Джяковицу и Призрен, каньон Белого Дрина посещает большое количество иностранных туристов, а также местных жителей. Одноарочный Шваньский мост над каньоном представляет собой ещё одну важную туристическую достопримечательность этой местности. Соревнование прыгунов с моста проводится ежегодно, в нём принимают участие многие спортсмены региона. Мост и каньон находятся под охраной государства с 1986 года. Площадь заповедной зоны составляет 199 га, она находится на территории муниципалитетов Ораховац (124,96 га) и Джяковица (73,86 га). У верхнего конца каньона находится ресторан, в котором подают выловленную в Белом Дрине рыбу.